# ماكس بيل
ماكس بيل (22 ديسمبر 1908- 9 ديسمبر 1994) هو معماري ورسام وفنان ومصمم محرف ومصمم صناعي ومصمم رسومات سويسري. وكان سياسًا ومعلمًا وكاتبًا وكان بالأصح خالقًا كونيًا.

ولد بيل في وينترثور. بعد التمهن كصانع للحديد في 1924-1927. وقد أخذ دراساته في باوهاوس في ديساو تحت يد كثير من المعلمين الذين يتضمنون واسيلي كاندنسكي، بول كلي واوسكار سكليمر من عام 1927 إلى 1929، وبعدها انتقل إلى زيوريخ.

من عام 1932 غلى 1936 كان عضوًا في فنانين باريس. في عام 1933 أقيم له أول معرض.

من 1937 وبعد كان المحرك الرئيسي لمجموعة الحلفاء السويسرية للفنانين وفي عام 1944 كان بروفيسور في مدرسة الفن في زيوريخ.

في 1953، ماكس بيل وإنغ ايشرسكول واوت ايشر أسسوا مدرسة إلم للتصميم، في إلم، ألمانيا، مدرسة أسست مبدأيًأ لتقاليد باوهاوس وقد تطورت لاحقًأ لتكون دراسات في التصميم ممزوجة بالعلوم والفن. المدرسة معروفة لسيميائيتها. وقد أغلقت عام 1968. 

بيل كان المؤثر الحاسم الوحيد على التصميم السويسري الذي بدأ في الخمسينات مع كتاباته النظرية وعمله المستمر. صلاته بالأيام في الحركة العصرية أعطته قوة خاصة. وكمصمم صناعي كان عمله معروفًأ بالوضوح والدقة. وهناك أدلة تثبت ذلك مثل ساعته الأنيقة المصممة لزبون قديم وهو جونغان. ومن أكثير إنتاجاته إعجابًا هي هوكر إلمر عام 1954، كرسي تستطيع أن تستعمله كطاولة جانبية. مع أن إنتاجها كان من تعاون بيل ومصمم في مدرسة إلم إلا أنها كثيرًا ما تسمى هوكر بيل لأنه رسم أول مخطط لها.
كفنان ومصمم رأى بيل أنه يجب عليه أن يصنع شيء ما ليمثل فيزياء ورياضيات القرن العشرين. أراد أن يصنع أشياء لكي يصبح العلم الجديد معرف بالحواس. ومثال على عمله هو شريط موبيوس.

من 1967 إلى 1971 كان عضوًا في المجلس السويسري وقد أصبح بروفيسور في ستاليش هوكشول فور بيلديني كوى ست، وذو مركز سلطة في التصميم البيئي من 1967 وغلى 1974.

في عام 1973 أصبح عضوًا شريكًا في أكادمية فليمش الملكية في العلوم، الأدب، والفن البسيط؛ في بروسيل. وفي عام 1976 أصبح ضوًا في أكاديمية بيرلن للفن.

لبيل تمثال كبير من الغرانيت مقابل باهنوهفستراس، زيوريخ في 1983. كما هو الحال في كثير من الفن العصري في الأماكن العامة، التركيب كان جالبًا للجدل.

## روابط خارجية
- ماكس بيل على موقع IMDb (الإنجليزية)
- ماكس بيل على موقع الموسوعة البريطانية (الإنجليزية)
- ماكس بيل على موقع مونزينجر (الألمانية)
- ماكس بيل على موقع ديسكوغز (الإنجليزية)
- ماكس بيل على موقع قاعدة بيانات الفيلم (الإنجليزية)